# Жамбил (Зайсанський район)
Жамби́л (каз. Жамбыл) — село у складі Зайсанського району Східноказахстанської області Казахстану. Входить до складу Даїровського сільського округу.
Населення — 351 особа (2021; 459 у 2009, 558 у 1999, 591 у 1989).
Національний склад станом на 1989 рік:
- казахи — 100 %

Станом на 1989 рік село називалось Джамбул.